# Alejandro Porto Leis
Alejandro Porto Leis (Serantes (Ferrol), 1887 - Frouxeira, 2 o 5 de febrero de 1938) fue un electricista naval y político republicano, ejecutado por un grupo de falangistas.

## Biografía
Después de viajar a Cuba y Estados Unidos, regresó a España donde se estableció como electricista en el astillero de Bazán. Fue un activo militante de la Organización Republicana Galega Autónoma (ORGA) con la que fue elegido alcalde de su localidad natal en las elecciones municipales de 1931 que dieron lugar a la instauración de la Segunda República. Fue detenido y condenado por poseer un arma, pero más tarde amnistiado en 1936. En julio del mismo año, con la sublevación militar que triunfó en Galicia y dio lugar a la guerra civil española, huyó de su localidad y se refugió en el monte. Tras dos años escondido, encontrándose enfermo salió de su refugio y pidió ayuda a un médico, que lo delató. Con él fueron detenidos quienes le habían ayudado a ocultarse: Modesto del Río y Jesús Miño, labradores; y Avelino Landeira, carpintero. Junto a Alejandro todos fueron ejecutados por un grupo de falangistas sin juicio previo en la playa de Frouxeira, en el municipio de Valdoviño. Aunque en 2006 se anunció que se había descubierto la fosa común donde estaban enterrados, sin embargo el lugar sigue siendo desconocido.

## Homenajes
La historia fue recogida en un documental titulado "O segredo da Frouxeira", de Xosé Abad. En él se narran los hechos conocidos, así como la singularidad de que Alejandro tuviera un hermano falangista que, obviamente, le sobrevivió. Desde 2011 un monolito en memoria de los cuatro ejecutados se encuentra en Serantes, actualmente parte de Ferrol.